# Kondanahalli, Bangarapet
Kondanahalli là một làng thuộc tehsil Bangarapet, huyện Kolar, bang Karnataka, Ấn Độ.